# Lobizon
Lobizon is een geslacht van spinnen uit de familie wolfspinnen (Lycosidae).

## Soorten
De volgende soorten zijn bij het geslacht ingedeeld:
- Lobizon corondaensis (Mello-Leitão, 1941)
- Lobizon humilis (Mello-Leitão, 1944)
- Lobizon minor (Mello-Leitão, 1941)
- Lobizon ojangureni Piacentini & Grismado, 2009
- Lobizon otamendi Piacentini & Grismado, 2009